# 托叶假樟科
托叶假樟科（学名：Pottingeriaceae）又名单室木科，只包括一个属托叶假樟属和惟一的一个种假钓樟，为生长在热带地区的常绿树木，原生于东南亚。现为卫矛科的异名。
1998年根据基因亲缘关系分类的APG 分类法认为应该单独列为一个科，但无法分入任何一个目中。在2003年经过修订的APG II 分类法、2009年的APG III分类法和2016年的APG IV分類法中，该科无效，被处理为卫矛科的异名。